# Microserica sanguineicollis
Microserica sanguineicollis är en skalbaggsart som beskrevs av Moser 1911. Microserica sanguineicollis ingår i släktet Microserica och familjen Melolonthidae. Inga underarter finns listade i Catalogue of Life.